# Naravarikuppam
Naravarikuppam es una ciudad y nagar Panchayat situada en el distrito de Tiruvallur en el estado de Tamil Nadu (India). Su población es de 20946 habitantes (2011). Se encuentra a 32 km de Tiruvallur y a 17 km de Chennai.

## Demografía
Según el censo de 2011 la población de Naravarikuppam era de 20946 habitantes, de los cuales 10444 eran hombres y 10502 eran mujeres. Naravarikuppam tiene una tasa media de alfabetización del 87,97%, superior a la media estatal del 80,09%: la alfabetización masculina es del 92,49%, y la alfabetización femenina del 83,58%.